# جونگ دا-بین (بازیگر، زاده ۲۰۰۰)
جانگ دا-بین (انگلیسی: Jung Da-bin؛ زادهٔ ۲۵ آوریل ۲۰۰۰) بازیگر سینما، و بازیگر اهل کره جنوبی است. وی از سال ۲۰۰۳ میلادی تاکنون مشغول فعالیت بوده‌است.
از فیلم‌ها یا برنامه‌های تلویزیونی که وی در آن نقش داشته‌است می‌توان به او زیبا بود،های کوکی و پخش زنده اشاره کرد.